# Кайзл, Йозеф
Йозеф Кайзл (чеш. Josef Kaizl; 1854—1901) — чешский экономист, австро-венгерский государственный деятель. Министр финансов Цислейтании в 1898—1899.

## Жизнь и карьера
Родился в семье служащего, среднее образование получил в Праге. В 1871—1875 учился праву в Пражском университете. С 1877 проходил обучение в Страсбургском университете, изучал экономические науки. Преподавателями Кайцля были Густав фон Шмоллер и Фридрих Кнапп. Под руководством Шмоллера Йозеф Кайзл подготовил работу о развитии экономических отношений в Баварии в 1799—1868, в дальнейшем использовал её при получении должности доцента в Пражском университете.
С 1879 — доцент, с 1883 — профессор Пражского университета. Входил в просветительский кружок, сложившийся вокруг профессоров Яна Гебауэра и Томаша Масарика, внесший большой вклад в развитие чешского образования и культуры, становление чешского национального движения как политической силы.
В 1885 избран депутатом Рейхсрата, вошёл в группу старочехов. Вступил в конфликт с другими членами фракции, покинул парламент. В 1890 примкнул к младочехам, создал Чешскую народную партию вместе с Томашом Масариком и Карелом Крамаржем. В 1891 вновь избран в Рейхсрат. Был проводником умеренных идей в национальном движении. В 1895 провозгласил «Поэтапную программу», в соответствии с которой требования чехов об автономии должны были реализовываться последовательно, путём переговоров с центральным правительством. Кайзл считал, что в зависимости от обстоятельств чешские националисты могли как поддерживать правительство, так и выступать в качестве оппозиционной силы.
Принимал активное участие в парламентских дебатах 1892 по вопросу о валютной реформе и решительно высказался в пользу перехода к золотой валюте. Им было внесено также несколько предложений по социальному законодательству, в целях дальнейшего развития законодательной охраны рабочих.
Будучи известным экономистом и политическим деятелем, в 1898 приглашен занять должность министра финансов в правительстве Франца Антона фон Тун унд Гогенштейна. В 1899 покинул свой пост.

## Научная деятельность
Йозеф Кайзл активно публиковался в специализированных научных журналах, в том числе в журнале Čas вместе с Масариком. Работы публиковались на немецком, чешском и итальянском языках. Выступал как экономист либерального направления. В ряде рецензий на немецком и чешском языках Кайзл знакомил западную публику с работами русских экономистов и финансистов.

### Важнейшие работы
На немецком языке:
- Der Kampf um die Gewerbereform und Gewerbefreiheit in Bayern 1799—1868. Leipzig 1879
- Die Lehre von der Überwälzung der Steuern. 1882

На чешском языке:
- Národní hospodářství. 1883
- O postátnění železnic v Rakousku. 1883
- Obnovený řád živnostenský. 1883
- Vyrovnání s Uhry 1866 a 1877. 1886
- Finanční věda. 1888
- Náprava rakouské měny. 1890
- Lid selský, jeho poroba a vymanění v zemích českých. 1895
- České myšlénky. 1895
- O státoprávním programu českém. 1896
- Z mého života. 1909.